# سیاه‌کولی‌ها
سیاه‌کولی‌ (نام علمی: Vimba) نام یک سرده از تیره کپورماهیان است.

## گونه‌ها
- سیاه‌کولی باواریا (Valenciennes, ۱۸۴۴) (Bavarian vimba)
- سیاه‌کولی مقدونیه (Heckel, ۱۸۳۷) (Macedonian vimba)
- سیاه‌کولی (کارل لینه, ۱۷۵۸) (Vimba bream)
- Vimba mirabilis